# Tabanus claritibialis
Tabanus claritibialis är en tvåvingeart som beskrevs av Ricardo 1908. Tabanus claritibialis ingår i släktet Tabanus och familjen bromsar. Inga underarter finns listade i Catalogue of Life.